# Лебедевський (Новосибірська область)
Лебедевський (рос. Лебедевский) — селище у Каргатському районі Новосибірської області Російської Федерації.
Входить до складу муніципального утворення Карганська сільрада. Населення становить 52 особи (2010).

## Історія
Згідно із законом від 2 червня 2004 року органом місцевого самоврядування є Карганська сільрада.

## Населення
| 2002 | 2007 | 2010 |
| ---- | ---- | ---- |
| 119  | ↘82  | ↘52  |